# ليون روميرو
ليون روميرو (29 ديسمبر 1974 بنيويورك في الولايات المتحدة - ) (بالإنجليزية: Leon Romero)‏ هو لاعب كريكت أمريكي. شارك مع منتخب الولايات المتحدة الوطني للكريكت ومنتخب ترينيداد وتوباغو الوطني للكريكت.